# Felipe Haase
Felipe Haase (Osorno, Chile, 19 de marzo de 1998) es un baloncestista chileno. Se desempeña actualmente en la posición de alero o ala-pívot para Capitanes de la Ciudad de México de la G League. Es internacional con la selección chilena.

## Carrera deportiva
Haase jugó en las divisiones formativas de Osorno Básquetbol y Deportivo Valdivia, hasta que en 2015 se instaló en los Estados Unidos. Allí estudiaría en la Miami Christian School de Miami,  Florida, y en la  Cathedral High School de Los Ángeles, California, jugando con los Victors y los Phantoms, los respectivos equipos de las escuelas.
Aunque recibió ofertas de varias universidades, terminó comprometiéndose con la Universidad de Carolina del Sur para jugar con los Gamecocks en la Southeastern Conference. Allí vivió sus temporadas como freshman y sophomore, disputando 65 partidos pero mayormente como suplente. 
En 2019 se transfirió a la Universidad Mercer, viéndose obligado a permanecer inactivo durante un año por un asunto reglamentario. En sus temporadas como júnior y sénior tuvo más protagonismo con los Bears que el que había tenido con su anterior equipo. 
Haase, en 2022, se acogió a la posibilidad de jugar una quinta temporada en la NCAA, dado que las autoridades de la organización anunciaron que se habilitaría esa opción para todos aquellos atletas que perdieron la oportunidad de competir por culpa de la suspensión de actividades de 2020 ocasionada por la cuarentena por la pandemia de COVID-19. De ese modo se unió a los Southern Miss Golden Eagles, lo que significó su traspaso a la Sun Belt Conference.
El 27 de octubre de 2024 se anunció su contratación por parte de los Capitanes de la Ciudad de México de la G League de Estados Unidos.

## Selección nacional
Haase fue miembro de los seleccionados juveniles de baloncesto de Chile. Estuvo presente en el Campeonato FIBA Américas Sub-16 de 2013, el Torneo Albert Schweitzer de 2014, el Campeonato Sudamericano de Baloncesto Sub-17 de 2015 y el Campeonato FIBA Américas Sub-18 de 2016.
Desde 2019 juega con la selección absoluta de su país. 

## Récords
Haase se transformó en el máximo anotador chileno en la historia de la NCAA durante la temporada 2022-23 con 1414 puntos, superando a Nicolás Carvacho.[cita requerida]